# Bisnortilidin
Bisnortilidin ist ein Stoffwechselprodukt (Metabolit) des Tilidins. Tilidin ist ein in der Schmerztherapie verwendeter Arzneistoff, der selbst wenig wirksam ist und durch stufenweise Demethylierung abgebaut wird. Dabei entsteht zunächst die eigentlich analgetisch wirksame Form, das Nortilidin, aus welchem im Weiteren das primäre Amin Bisnortilidin gebildet wird. Beide Metaboliten werden nach Glucuronidierung hauptsächlich über die Nieren eliminiert.